# Lex Ovinia
Die Lex Ovinia war ein Plebiszit des Concilium plebis, einer der gesetzgebenden Körperschaften des Volkstribunats. Das Gesetz stammt aus der Zeit der früheren römischen Republik und wurde zwischen 319 und 312 v. Chr. erlassen.
Die Volksabstimmung verschaffte den Zensoren eine Erweiterung ihrer Kompetenzen und damit Stärkung ihres Ansehens. Neben die hergebrachten Aufgaben (Volks- wie Vermögensschätzungen) und die bürgerliche Sittenaufsicht (regimen morum) trat nun die Befugnis, die Mitglieder des Senats zu bestimmen (lectio Senatus), ein Recht, das vormals Spitzenmagistraten, die Konsuln, ausübten. Die Zensoren kontrollierten damit die Ab- und Zugänge zum Senat, hatten ihre Schritte aber (mündlich) zu begründen und schriftlich in den Zensusakten niederzulegen (notae).
Für das Aufnahmeverfahren in den Senat begutachteten die Zensoren die Kandidaten der Bürgerlisten auf sittliche Integrität. Nach Quellenlage durften sie auch im Kreis der Senatoren tadelnswertes Verhalten (probrum) prüfen. Anders als Wolfgang Kunkel geht Jochen Bleicken aber davon aus, dass das viel diskutierte „zensorische Sittengericht“ (iudicium de moribus) nicht bereits mit, sondern erst nach dem Erlass der lex Ovinia entstanden war. Kunkel widerspricht überdies den älteren Forschungsansätzen von Theodor Mommsen, dass der aus den Quellen entnommene Begriff des „Sittengerichts“ der Strafjustiz zur Seite zu stellen gewesen sei, denn damit würde das Verfahren zu sehr in die Nähe einer funktionalen Gerichtsbarkeit gerückt, was sich aber in der Gesamtwürdigung der Quellen nicht bestätige. Cicero beschrieb das iudicium als kontradiktorisches Verfahren, regelmäßig mit dem Ausgang einer „summarischen Kognition“. Zensorische Maßregelungen (regelmäßig waren das Verwarnungen) ergingen bei Strafwürdigkeit nicht von Rechts wegen, sondern nach sittlichen Normen. Rechtsfolge war die Herabstufung politischer Rechte, die Streichung aus der Senatsliste.
Die Datierung des Gesetzes ist ungewiss, allein bekannt ist, dass es in der Zeit zwischen 319 und 312 v. Chr. entstanden sein muss. Im Jahr seiner Tätigkeit als Zensor (312 v. Chr.) soll der für diverse politische und infrastrukturelle Großprojekte bekannte Staatsmann Appius Claudius Caecus Anpassungen in der senatorischen Mitgliedsliste vorgenommen haben, was die Existenz des Gesetzes zu diesem Zeitpunkt voraussetzt. Im Jahr 319 v. Chr. war dies nachweislich aber noch nicht möglich.

## Hintergrund
Aufgrund sich stetig mehrender Machtfülle verstanden sich die Zensoren zunehmend als handlungsbevollmächtigte Bewahrer der überlieferten altrömischen Sitten. Um sie zu schützen, wendeten sie sich nach dem Ende des letztlich triumphal verlaufenen zweiten Krieges gegen Karthago gegen den einziehenden allgemeinen Sittenverfall. Die erlangte Vorherrschaft Roms im Mittelmeerraum und der damit wachsende Wohlstand in der römischen Oberschicht hatten dazu geführt, dass sich lässige und bisweilen lasterhafte Einstellungen in deren Lebensführung einschlichen. Dem entgegenzuwirken beziehungsweise Einhalt zu gebieten, sahen sich die Zensoren mit der lex Ovinia legitimiert.